# 川澄和弘
川澄 和弘（かわすみ かずひろ、1970年10月5日 - ）は、茨城県出身の元サッカー選手、サッカー指導者。現役時代のポジションはミッドフィールダー。

## 来歴
古河第一高校3年時の高校総体では準優勝に貢献し、優秀選手に選出された。
筑波大学を経て、1993年に日本プロサッカーリーグの清水エスパルスに加入。その後、藤枝ブルックスを経て水戸ホーリーホックでプレーし、1998年シーズンまで在籍した。
引退後はサッカー指導者となり、水戸のコーチを経て流通経済大学でコーチを務めている。このほか、2017年にはユニバーシアード日本代表、2018年にはJFL選抜のコーチを務めている。

## 個人成績
| 国内大会個人成績 | 国内大会個人成績 | 国内大会個人成績 | 国内大会個人成績 | 国内大会個人成績 | 国内大会個人成績 | 国内大会個人成績 | 国内大会個人成績  | 国内大会個人成績 | 国内大会個人成績 | 国内大会個人成績 | 国内大会個人成績 |
| 年度             | クラブ           | 背番号           | リーグ           | リーグ戦         | リーグ戦         | リーグ杯         | リーグ杯          | オープン杯       | オープン杯       | 期間通算         | 期間通算         |
| 年度             | クラブ           | 背番号           | リーグ           | 出場             | 得点             | 出場             | 得点              | 出場             | 得点             | 出場             | 得点             |
| 日本             | 日本             | 日本             | 日本             | リーグ戦         | リーグ戦         | リーグ杯         | リーグ杯          | 天皇杯           | 天皇杯           | 期間通算         | 期間通算         |
| ---------------- | ---------------- | ---------------- | ---------------- | ---------------- | ---------------- | ---------------- | ----------------- | ---------------- | ---------------- | ---------------- | ---------------- |
| 1993             | 清水             | -                | J                | 0                | 0                | 0                | 0                 |                  |                  |                  |                  |
| 通算             | 日本             | 日本             | J                | 0                | 0                | 0                | 0\|\|\|\|\|\|\|\| |                  |                  |                  |                  |
| 総通算           | 総通算           | 総通算           | 総通算           | 0                | 0                | 0                | 0\|\|\|\|\|\|\|\| |                  |                  |                  |                  |